# Modelagem preditiva de distribuição de espécies

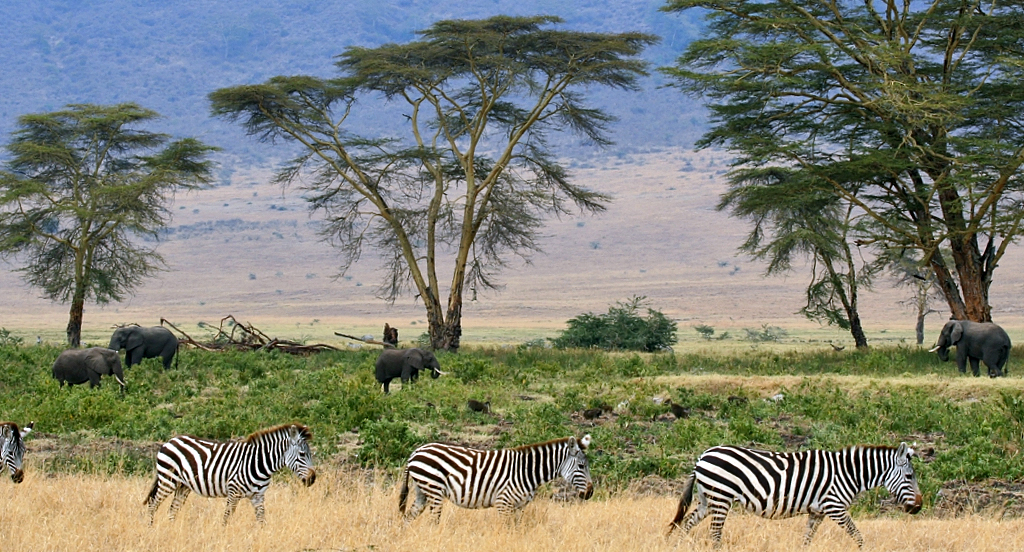
A distribuição das espécies pelo ambiente é influenciada por diversos fatores.

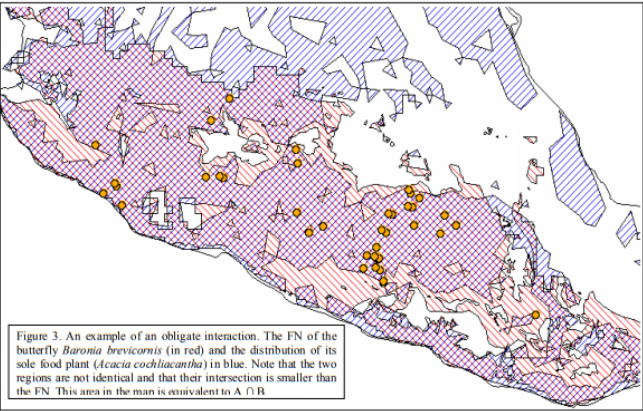
A imagem acima representa a distribuição da borboleta Baromia brevicornis (em vermelho) e da planta Acacia cochliacantha (em azul). As duas regiões se sobrepõem principalmente porque a borboleta depende dessa planta em questão para sobreviver, dessa forma são escassas as regiões vermelhas não sobrepostas por azuis.

A modelagem preditiva de distribuição de espécies, também chamada de modelagem de nicho, é uma técnica moderna que utiliza dados de diversas áreas do conhecimento para obter modelos que expliquem a distribuição probabilística de uma espécie no ambiente.
De maneira geral, fatores abióticos como temperatura, umidade, altitude e salinidade, em conjunto com fatores bióticos, representados pelas diversas interações que as espécies estabelecem entre si, influenciam diretamente na distribuição dos organismos vivos. Por sua vez, tais organismos encontram-se adaptados aos ambientes em que vivem. Logo, a distribuição de cada espécie segue uma série de parâmetros que permitem a sua sobrevivência e desenvolvimento. Dentro da ecologia, esse conjunto de fatores delimita o nicho ecológico de uma espécie.
Os modelos estatísticos de distribuição são construídos através de programas computacionais que relacionam dados de variáveis como clima, relevo, composição do solo, cobertura vegetal, entre outros, para prever a possível ocorrência de uma  espécie num dado espaço. A modelagem não nos diz necessariamente se uma espécie ocorre numa dada área, mas sim se essa área é propicia para a sua ocorrência. Existem atualmente muitos modelos, mas a escolha de um desses modelos para um estudo depende essencialmente daquilo que se quer estudar.
A modelagem de nicho tem várias aplicações na atualidade, como na conservação de espécies raras, reintrodução de espécies no ambiente e na predição dos impactos causados por espécies invasoras.

## História
No séc XX, dentro da ecologia, ocorreu o desenvolvimento e aprimoramento do conceito de nicho ecológico como o conhecemos atualmente. Isso foi muito importante para o avanço de técnicas que utilizam dos conhecimentos de nicho, como a modelagem.
Os primeiros trabalhos com modelagem de nicho são da década de 70, onde também foram desenvolvidas as primeiras técnicas computacionais para analisar o impacto das variáveis ambientais na distribuição de uma espécie. Posteriormente nas décadas de 80 e 90, trabalhos de simulações e livros publicados sobre o tema foram importantes contribuições para promover essa nova abordagem. O desenvolvimento de algoritmos específicos para a modelagem preditiva de distribuição foi também fundamental para a evolução dessa técnica. Atualmente, existem muitos modelos e algoritmos disponíveis e a modelagem vem se figurando com uma tecnologia promissora e em constante evolução.

## Considerações sobre nicho ecológico

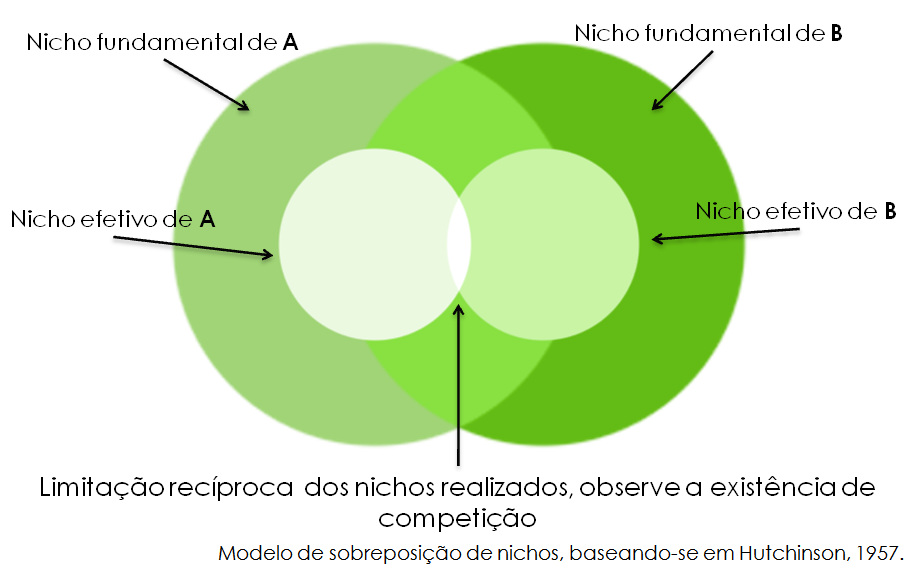
Demonstração de como diferentes espécies, A e B, afetam os seus nichos de suas competidoras simpátricas, limitando cada vez mais o nicho das mesmas e,de forma recíproca, tendo seu nicho limitado por elas.

Uma característica marcante das SDMs (modelagens de distribuição de espécies) é sua dependência do conceito de nicho, que pode ser pensado na visão de Grinnell, onde as espécies ocupam todos os seus habitats adequados - o nicho fundamental - ou na visão de Hutchinson, de espécies sendo excluídas de uma parte de seu nicho fundamental por interações bióticas, resultando no nicho percebido que é realmente observado na natureza. Assim, o primeiro está mais inserido em uma abordagem ecológica e fisiológica do nicho, enquanto o segundo está mais relacionado aos níveis tróficos e à teoria da teia alimentar. Como eles parecem se aplicar a diferente escalas - respectivamente do global para o local -, apenas o conceito de requisitos e o nicho ambiental são normalmente considerados nos SDMs.
A simplificação mais frequente encontrada na literatura afirma que, como as distribuições observadas já estão restritas por interações bióticas e recursos limitantes, os SDMs quantificam de fato o nicho realizado de Hutchinson. Diz-se também que apenas modelos mecanicistas, com base em parâmetros fisiológicos ou comportamentais, ou SDMs baseados em dados ex situ (por exemplo, uma planta cultivada em jardins botânicos fora de sua faixa natural), podem se aproximar do nicho fundamental.
Qualquer situação teórica deve ser considerada a priori para cada espécie, a menos que evidência experimental/de campo claramente suporte uma sobre a outra. Além disso, cada uma delas só pode ser considerada dentro do ambiente realizado e, portanto, deve ser aceito que, para algumas espécies, o nicho fundamental nunca pode ser capturado de dados experimentais.
É importante lembrar aqui que o nicho deve ser definido a partir de observações empíricas de indivíduos que se reproduzem com sucesso e, assim, suportam uma taxa de crescimento positiva para toda a população. No caso dos SDMs, a maioria é baseada em observações simples de presença-ausência ou, às vezes, em valores de abundância. Em estudos biogeográficos em plantas, por exemplo, de certos limiares climáticos específicos de espécies, a maioria dos indivíduos observados não exibe mais a reprodução sexual. É, portanto, preferível que as observações desses indivíduos não sejam usadas para adaptar-se a SDMs, mas, na prática, pode ser difícil medir parâmetros de reprodução sexual a partir de um único campo. 
Estas recentes reconsiderações do conceito de nicho em relação à distribuição de espécies inspirou os modeladores contemporâneos a incluírem outros parâmetros importantes, como dispersão   e dinâmica populacional, para explicar e predizer padrões biogeográficos observados. A menos que esses parâmetros sejam levados em conta, os SDMs são explicitamente baseados ou na suposição de nicho grinelliano fundamental ou do nicho hutchinsoniano realizado.

## Etapas da modelagem
Fazem parte do processo de modelagem de nicho ecológico uma série de passos necessários para se criar um modelo formulado de forma minimamente padronizada e que esteja de acordo com os dados produzidos no meio de estudo ecológico. São eles:

### Etapa 1
Definição do problema: consiste em definir o experimento de modelagem, o que inclui especificar as questões que o modelo deve responder, as espécies selecionadas, os layers ambientais, a área a ser estudada e a resolução geográfica a ser adotada para o modelo. O modelo de nicho ecológico deve ajudar a entender a situação ambiental, indicando possíveis caminhos para se resolver o problema. O pesquisador precisa posicionar a área de estudo, considerando a qualidade da informação sobre a espécie a ser modelada e os objetivos da modelagem.

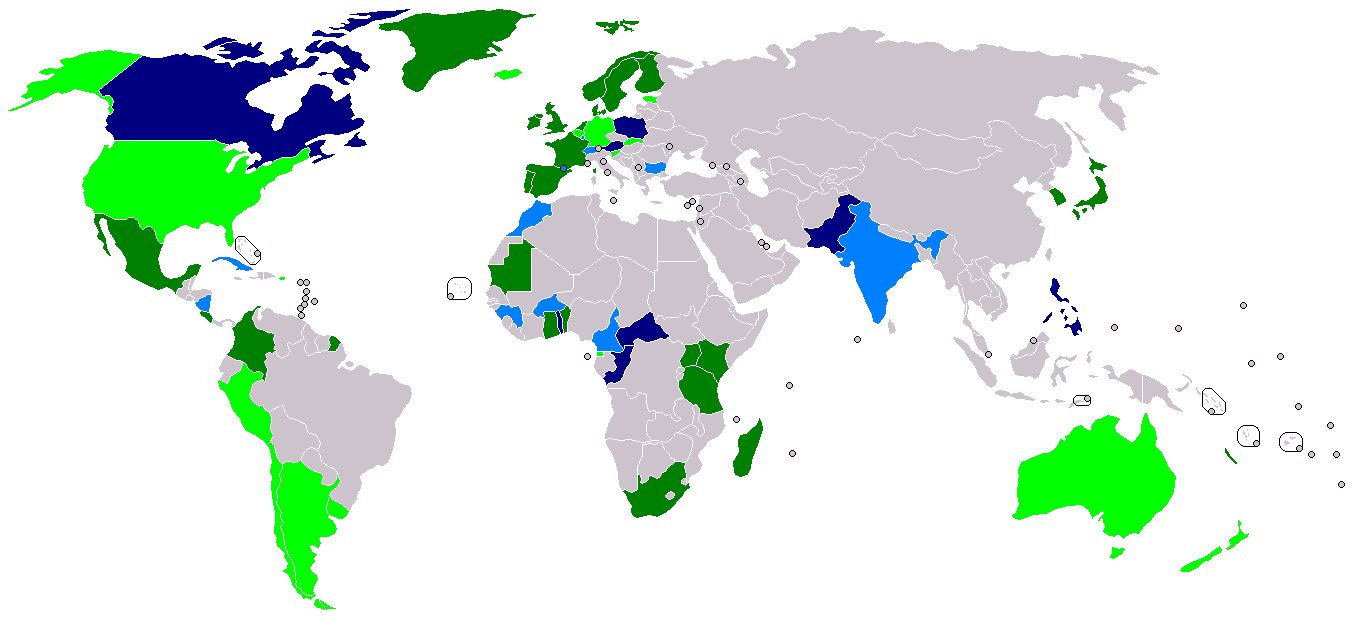
Em 2012, esses eram os países que usavam esse sistema para compartilhar informações sobre biodiversidade no GBIF.

### Etapa 2
Tratamento dos pontos de espécies: consiste em preparar os pontos de espécies para o processo de modelagem. Uma vez que o dado for encontrado, é preciso tratá-lo, utilizando algum pacote de software para fazê-lo. Alguns problemas normalmente aparecem nesta etapa, como erros de digitalização nos dados, pontos fora dos limites da região e pontos com valores absurdos. Portanto, as ferramentas de georreferenciamento podem ser aplicadas para posicionar os pontos de ocorrência ou ausência no espaço geográfico. Se o pesquisador não dispõe desses dados bióticos, uma alternativa é acessar web sites onde os dados de coleções biológicas estão disponíveis, tais como o GBIF (Global Biodiversity Information Facility) .

### Etapa 3
Tratamento dos dados ambientais: consiste da identificação, aquisição e conversão, se necessário, dos dados ambientais para a geração de um modelo de nicho ecológico. Os dados normalmente são formatados como layers, que são camadas do espaço ecológico multidimensional correspondentes à região estudada, também na forma de dados georreferenciados. Por exemplo, os dados podem ser um conjunto de layers para clima, topografia e vegetação. Os dados ambientais estão usualmente em formatos, sistemas de coordenadas, projeções e resoluções diferentes, exigindo um trabalho prévio ao seu uso, a fim de torná-los compatíveis. O objetivo é colocá-los no mesmo formato e usando os mesmos metadados.

### Etapa 4
Análise da viabilidade dos dados: trata da análise dos dados obtidos nas etapas prévias, a fim de avaliar se os dados e definições resultantes das três etapas anteriores permitem ao pesquisador prosseguir com o processo de modelagem e obter um modelo acurado. É preciso também decidir quais layers devem de fato ser considerados para a geração do modelo. Considerando o cenário completo do problema, alguns layers podem estar faltando, outros podem não ter utilidade e outros podem até estar comprometendo a acurácia do processo de modelagem. 

### Etapa 5
Escolha do(s) algoritmo(s): consiste em selecionar os algoritmos para a geração dos modelos de nicho ecológico.
Algoritmos diferentes têm parâmetros e requisitos diferentes, e os dados disponíveis podem ser mais adequados a geração de um modelo usando um algoritmo e não outro. Além disso, aplicações diferentes da modelagem possuem desafios diferentes para os algoritmos. Basicamente, um algoritmo de modelagem representa a implementação de um método matemático para analisar os dados e obter um modelo de nicho ecológico. Na essência, esses algoritmos extrapolam associações entre os pontos de ocorrência das espécies (e também de ausência em alguns casos) e os layers de dados ambientais, a fim de identificar áreas em que a presença de uma espécie pode ser prevista.

### Etapa 6
Geração do(s) modelo(s): nesta etapa, o pacote de software deve executar o  experimento como especificado nas etapas anteriores e produzir um modelo. Após a geração de um modelo, o mesmo deve ser projetado sobre a área de estudo.

### Etapa 7
Pós-análise automática: consiste da avaliação do modelo, a fim de avaliar se ele está adequado para a espécie em estudo. Medidas estatísticas podem ser calculadas a fim de obter indicações sobre a acurácia de um modelo. Por exemplo, podem ser usados pontos de presença e de ausência que não foram aplicados nas etapas anteriores do processo de modelagem para validar o modelo, combinados com métricas estatísticas.

### Etapa 8
Validação do pesquisador: nesta última etapa, o pesquisador precisa decidir se o modelo é aceitável. O seu conhecimento sobre a espécie em estudo e os resultados estatísticos devem ser considerados para se validar o modelo ou não. Se o modelo for satisfatório, o processo pode ser encerrado. Caso contrário, pode ser necessário retomar o processo completamente ou parcialmente, a partir de alguma etapa prévia, e repeti-lo até que um modelo aceitável seja produzido.

## Ferramentas
Do ponto de vista do tratamento da informação, a geração de modelos de nicho ecológico pode requerer a aplicação de uma variedade de técnicas computacionais, representadas pelos algoritmos de modelagem, análises estatísticas e requisitos de comunicação e transmissão de dados.
Algumas das soluções computacionais disponíveis para a modelagem de nicho ecológico são o openModeller, o DesktopGarp e o MaxEnt. O openModeller destaca-se por ser o mais completo, com ferramentas para analisar, visualizar e construir cenários ambientais, considerando eventos no presente, no passado ou no futuro, por possuir diversas opções de algoritmos de modelagem, possibilitando a comparação de modelos gerados através de diferentes algoritmos, por seus recursos para entrada de dados ambientais e dados de espécies em formatos heterogêneos, sem preparação prévia, e por sua integração com SIG (Sistema de Informações Geográficas).
O DesktopGarp oferece a possibilidade de realizar múltiplas projeções a partir de um mesmo modelo, usando do algoritmo Garp, um algoritmo que utiliza conceitos de nicho ecológico para definir uma população e, a partir daí, trabalha no processamento das regras de definição de nicho . O MaxEnt não oferece tantas facilidades adicionais, porém, o seu algoritmo, também chamado de MaxEnt, é um dos mais utilizados em função de sua alegada acurácia. Os três pacotes de software, openModeller, DesktopGarp e MaxEnt, são sistemas relativamente adequados tanto para interfaces desktop quanto para console.

## Problemas e limitações
Embora seja uma técnica usada amplamente para predizer a distribuição de espécies, a modelagem de nicho possui algumas limitações. Entre elas, está a escolha de espécies que já possuem identificação de campo, uma vez que a modelagem usa diferentes fontes de dados para estudo e pode apresentar erros quando os mesmos estão em falta. Outro problema que pode ser encontrado é em relação aos pontos referentes à localização das espécies, que devem ser apresentados como latitude e longitude (georreferenciados), e que podem apresentar valores absurdos ou estarem fora dos limites das regiões que deveriam estar presentes e, uma vez errados, interferem diretamente nos resultados do modelo de nicho ecológico. É importante que haja uma preparação dos dados ambientais, uma vez que eles podem apresentar diferentes formatos e resoluções, sendo necessário colocar todos na mesma configuração e usando os mesmos metadados para que sejam compatíveis.
Outro grande problema da modelagem de nicho , atualmente, refere-se a presença de uma determinada espécie em uma área na qual o espaço-tempo é limitado, uma vez que é apenas um fragmento da realidade e que pode ser modificado por inúmeros fatores, sejam físicos, químicos, fisiológicos ou biológicos, o que resulta na análise de um nicho realizado e dificulta a compreensão do nicho fundamental. Um fator biótico que é desconsiderado em grande parte dos modelos, por exemplo, é a competição, algo que influencia a vida de praticamente todas as espécies de plantas e animais viventes.

## Aplicações

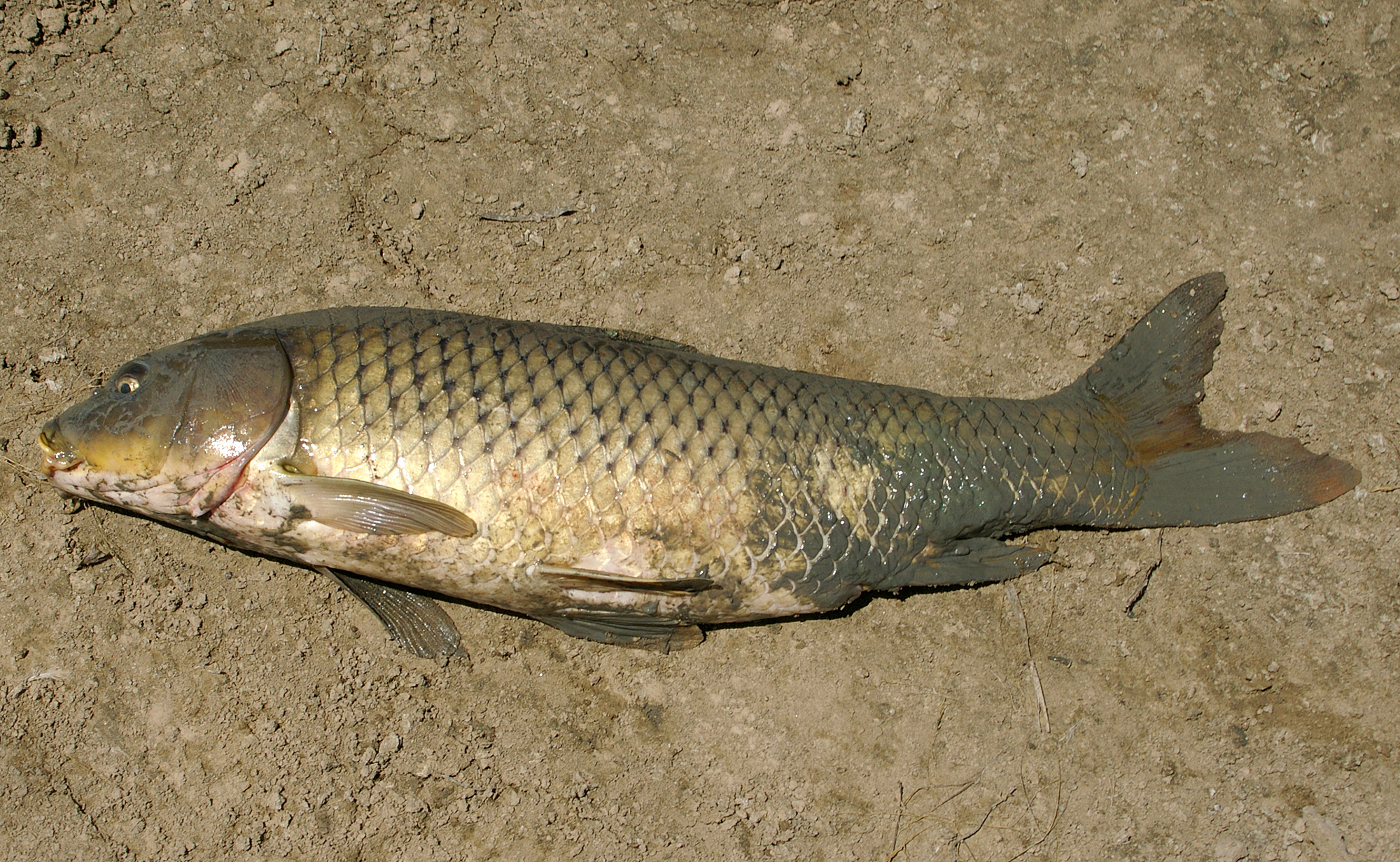
Cyprinus carpio. Essa espécie de peixe é natural da Ásia, Europa e África. A carpa foi introduzida na piscicultura em todo o continente americano. Posteriormente, esses animais acabaram invadindo diversos ambientes naturais pelo continente, causando desequilíbrios nesses meios. As análises de impacto dessa espécie podem ser feitas por técnicas de modelagem de nicho.

O uso de modelos de distribuição de espécies de plantas e animais e a posterior obtenção de mapas de adequabilidade para espécies aumentou de forma marcante nas últimas décadas. Uma das razões é o claro avanço tecnológico e teórico que ocorreu nesse campo recentemente. Além disso, o uso desses modelos permite potencialmente prever os efeitos antropogênicos na distribuição da biodiversidade, em especial efeitos da mudança climática global - tópicos de grande interesse atual em agendas de pesquisa de diversas áreas. Por exemplo, o poder preditivo desses modelos é uma importante ferramenta de análise em áreas como ecologia, biogeografia, evolução, biologia da conservação e mudanças climáticas, a qual pode ser usada para resolver questões em áreas mais aplicadas, bem como em estudos de ciência básica.
Entre as aplicações estão: quantificação de nichos ecológicos de espécies; teste de hipóteses biogeográficas, ecológicas e evolucionárias; estudo de proliferação e invasão de espécies; análise do impacto das mudanças climáticas, uso da 

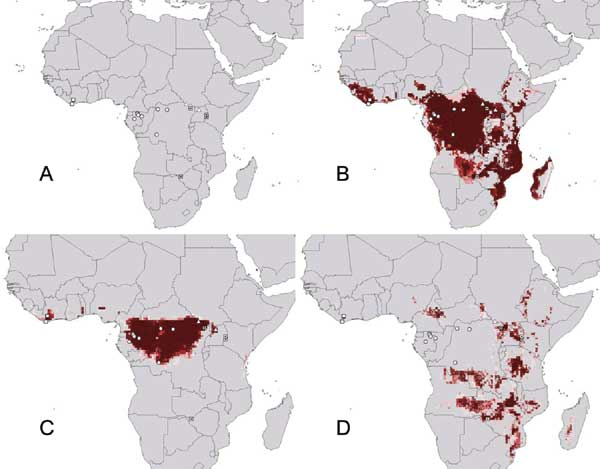
Um exemplo do uso da modelagem de nicho na análise sobre a disseminação de doenças infecciosas. Nesse caso, o Vírus Ebola.

terra e de outras mudanças ambientais na distribuição de espécies; manejo e mapeamento de áreas apropriadas a reintrodução de espécies; modelagem da composição da biodiversidade a partir de análises de espécies individuais; construção de regiões bio e ecogeográficas; estudo sobre a dinâmica de meta-populações e fluxos gênicos e  em análises sobre a disseminação de doenças infecciosas.